# Tawadros II av Alexandria
Tawadros II av Alexandria, född Wagih Sobhy Baqi Suleiman den 4 november 1952 i Mansura i Egypten, är koptisk-ortodoxa kyrkans nuvarande påve och patriark av Alexandria.
Han avlade examen vid farmaceutiska fakulteten vid universitetet i Alexandria  1975. Tawadros studerade teologi vid klostret S:t Pishoy i Wadi Natrun och prästvigdes 1989 av Shenouda III och fick då namnet Fader Theodor Ava Bishoy. Han vigdes till biskop av påven Shenouda III den 15 juni 1997 och fick namnet Biskop Anba Theodoros. Han var biskop och medhjälpare till Metropoliten Bakhomios av al Behira. Biskop Theodoros utsågs till patriark den 4 november 2012 och förordnades den 18 november.